# Stelis gigantissima
Stelis gigantissima är en orkidéart som beskrevs av Carlyle August Luer. Stelis gigantissima ingår i släktet Stelis och familjen orkidéer. Inga underarter finns listade i Catalogue of Life.